# 波兰第1军

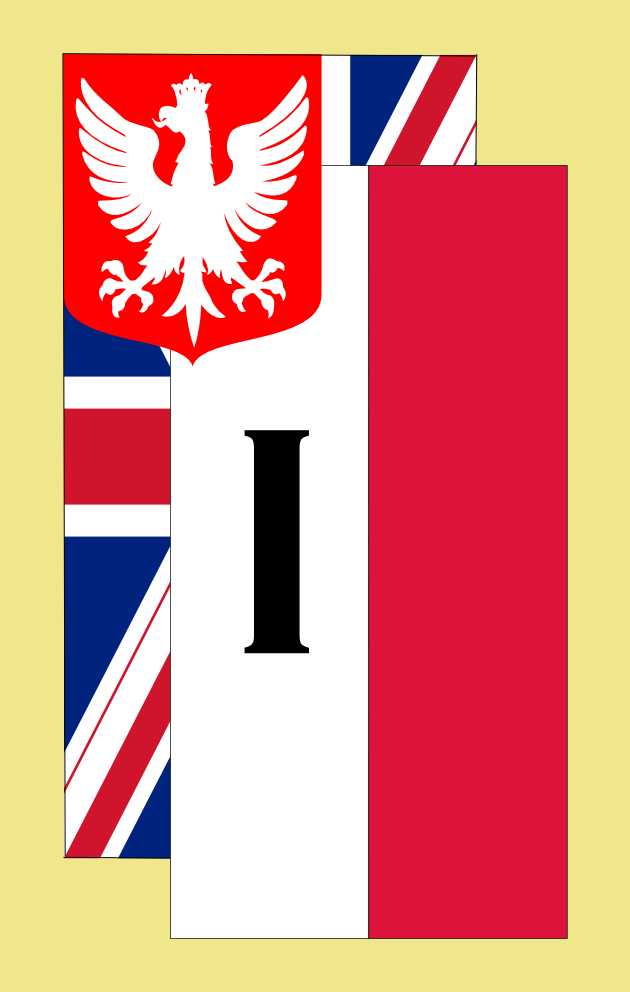
波兰第1军标识

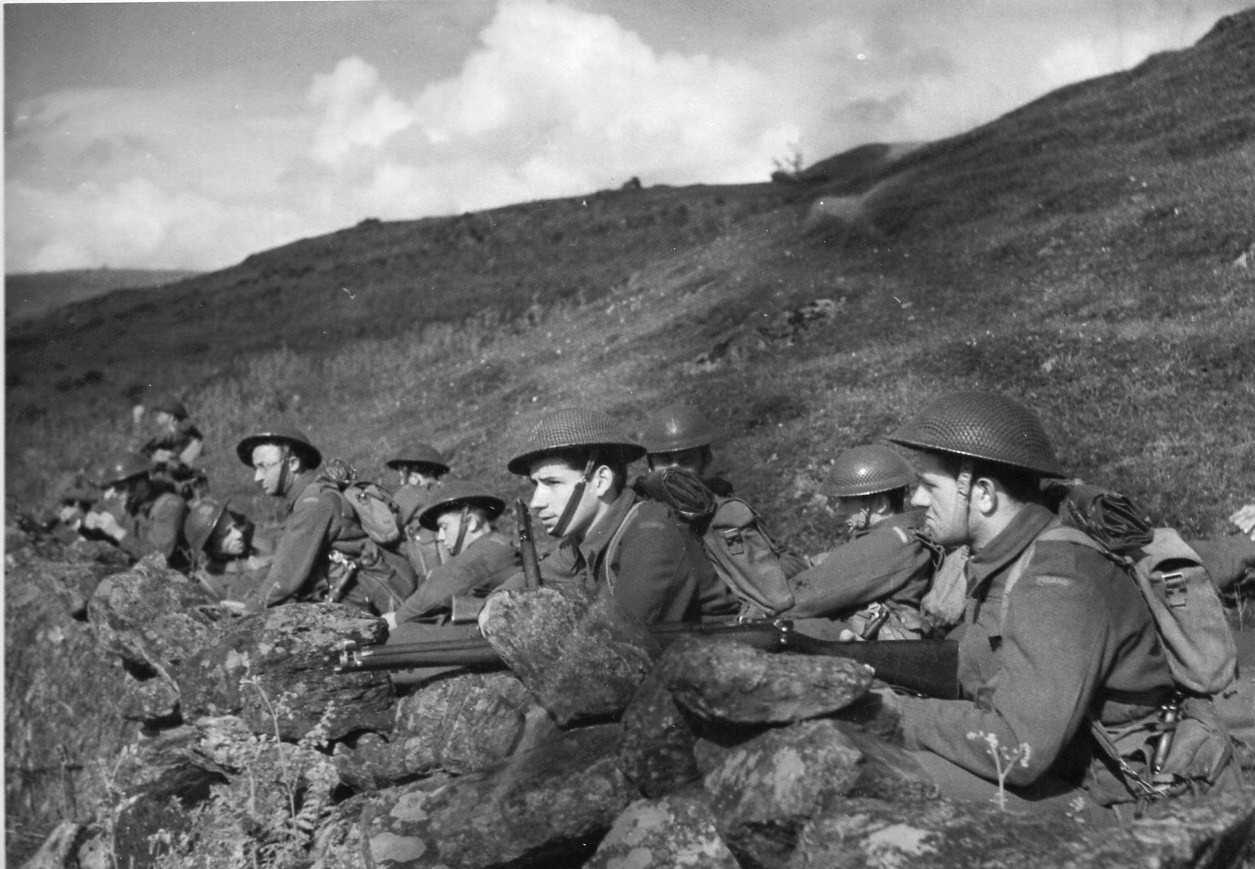
1941年，苏格兰，波兰第1军的士兵。

波兰第一军（波蘭語：I Korpus Polski；1942年后，波兰第1装甲-机械化军）是二战期间，西线波兰军队的战术单位。
1940年9月28日，波兰第1军在英国成立。它隶属苏格兰司令部，指挥部位于佩思郡，下辖3498名军官，10884名士兵。建立伊始，其任务是防卫福斯湾到蒙羅斯的200千米长的海岸线，阻止德军入侵。它也是与西方盟国并肩作战的波军单位后勤核心。

## 作战行动

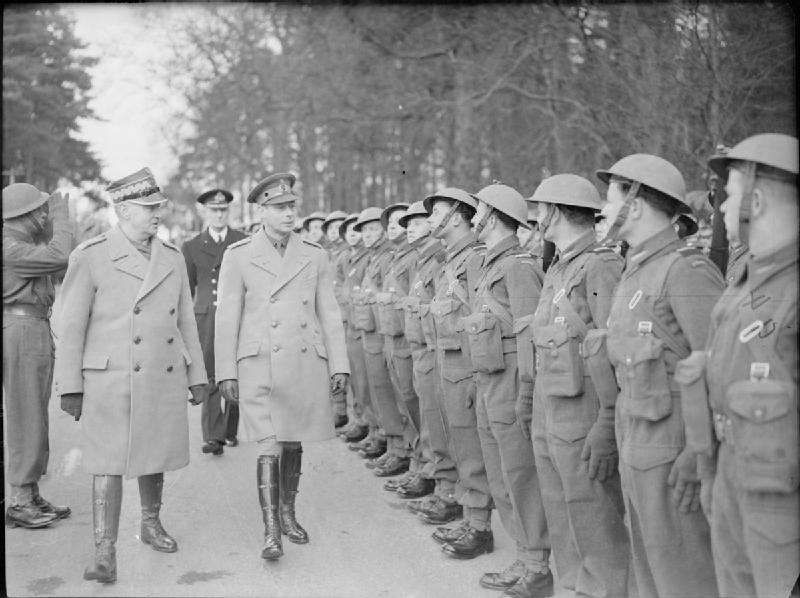
1941年3月8日，乔治六世和波兰流亡政府首相瓦迪斯瓦夫·西科尔斯基在苏格兰格拉姆斯简约波兰地1军部队。

在绝大多数时刻，波兰第1军只统领少数架子单位。只要下属战术单位人员补齐，就会被下放到前线，和其他盟军单位一起独立展开行动。波兰第1军组建的部队有一些形同虚设的步兵旅，波兰第1装甲师，波兰第1独立伞兵旅，波兰第1侦查团等。
1945年德国战败后，波兰第1军开始承担通讯单位的职能。其下辖两个主要单位加入了盟军驻德部队，其驻地在威廉港附近。先前，这两支部队从没有一同作战过，将它们编在一起只是为了后勤方便。
像西线战场上的绝大多数波兰人部队一样，波兰第1军在1946年解散，人员转入波兰再安置兵团中。

## 指挥官
1. Marian Kukiel (1940-1942)
2. Józef Zając (1943)
3. Mieczysław Boruta-Spiechowicz (1943-1945)
4. Stanisław Maczek (1945-1947)

## 下辖部队
部队成立之初，波兰第1军包括军指挥部，第1、2步兵旅，第3、4、5、7、8步兵旅（不满员，通常是营级规模）以及一些勤务单位。 至1940年末，该军拥有14000名战斗人员。1940年10月3日，第2步兵旅改编为第10装甲旅，1942年后者扩编为第1装甲师。第4步兵旅在1941年10月9日改编为第1独立伞兵旅。 1941年12月6日，第3、9、7、步兵旅转为训练旅。
在欧陆战场上的战斗中，第1装甲师和第1独立伞兵旅隶属于不同的司令部。伞兵旅被分配到第1联合空降集团军，装甲师隶属第1加拿大軍團。
战争结束时，波兰第1军包括第1装甲师，第1独立伞兵旅，第4步兵师，第16独立装甲旅。
1940年10月，第1装甲团成立，隶属波兰第1军。1941年9月，第16独立装甲旅由第1装甲团改编而来。1942年2月25日，该旅被分配到波兰第1装甲师。1943年9月到10月的一小段时间里，第16、10装甲旅合并为第10/16装甲旅。1943年11月，该旅重建为第16（基干）独立装甲旅。该部队并没有在欧陆战场上参与过多行动。1945年2月，该部队被分配到第2（基干）装甲掷弹兵师。